# Burg Drachenfels (Wasgau)
Die Ruine der Burg Drachenfels ist der Rest einer Felsenburg im Südteil des Pfälzerwalds, dem deutschen Teil des Wasgaus (Rheinland-Pfalz).

## Geographie

### Geographische Lage

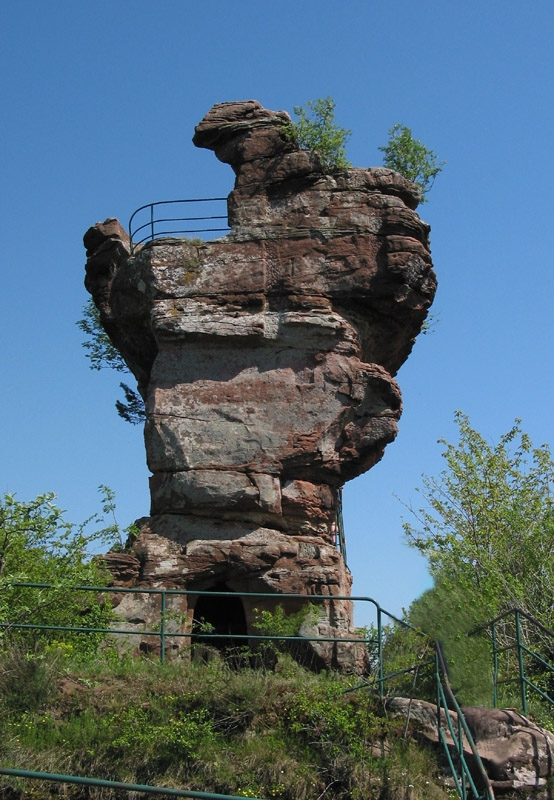
Der „Backenzahn“

Etwa 7 km nördlich der Grenze zwischen Deutschland und Frankreich liegt nahe dem Dorf Busenberg (Bundesstraße 427 Dahn–Bad Bergzabern) die Burg Drachenfels auf dem gleichnamigen 150 m langen Sandsteinfelsen, der sich auf einem Bergrücken in 367,6 m ü. NHN erstreckt. Der höchstgelegene Teil des Burgfelsens wurde zum Bergfried ausgebaut. Wegen seines heutigen Aussehens wird der Turmrest im Volksmund „Backenzahn“ genannt; er macht die Ruine zu einer der auffälligsten Burgen in Rheinland-Pfalz.
Die Burg ist von Busenberg aus über eine befestigte Straße anzufahren, die bis zur Drachenfelshütte des Pfälzerwald-Vereins führt. Von dort aus sind die letzten 200 m zur Burg zu Fuß zurückzulegen.
In ein Felsmassiv gegenüber der Burg auf dem 420 m hohen Heidenberg, den sogenannten Buchkammerfels, wurde die Buchkammer eingehauen. Entstehungszeit und einstige Funktion sind unbekannt. Es wird spekuliert, dass sich dort ein zum Drachenfels gehörender Außenposten befunden haben könnte.

### Umgebung
In der Nähe vom Drachenfels gibt es weitere geschichtsträchtige Burgen: Nur jeweils 3 km südöstlich bzw. nordwestlich liegen der Berwartstein sowie die dreiteilige Dahner Burgengruppe. Lindelbrunn liegt 6 km nordöstlich, und die Burgengruppe an der deutsch-französischen Grenze mit Wegelnburg (deutsch) sowie Hohenburg, Löwenstein und Fleckenstein (alle auf französischer Seite) im Südwesten ist 10 km entfernt.

## Name und Geschichte

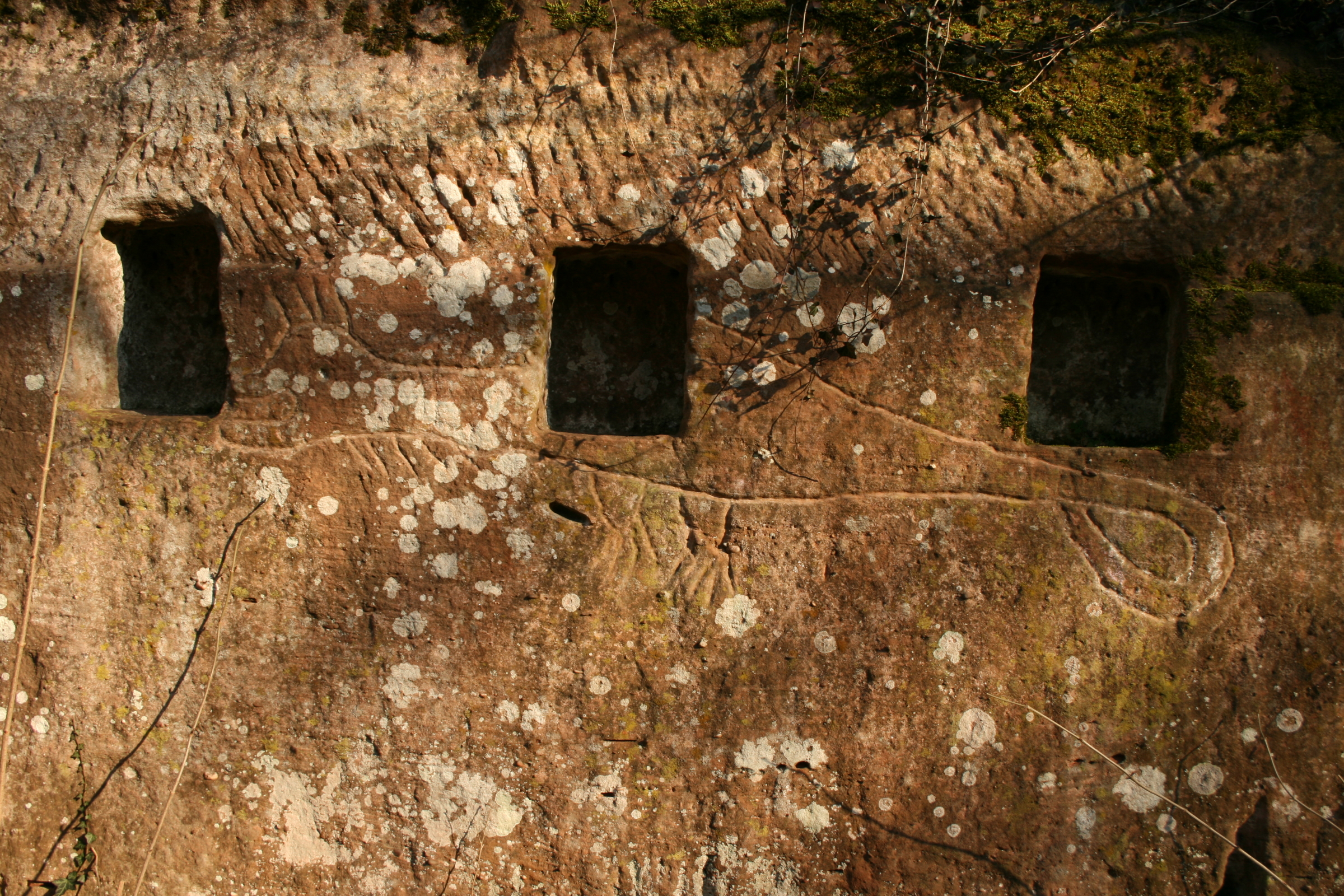
Der eingeritzte Drache an der Wand des ehemaligen Rittersaals

Der Name der Burg könnte von dem Bild eines Drachens herrühren, das in die Sandsteinwand des ehemaligen Rittersaals eingraviert ist. Da allerdings unbekannt ist, wann es angefertigt wurde, besteht auch die Möglichkeit, dass mit dem Drachenbildnis auf den bereits existierenden Namen der Burg Bezug genommen wurde.
Die Anfänge der Burg sind weitgehend ungeklärt. Archäologisches Fundmaterial zur Burg vor der Mitte des 13. Jahrhunderts fehlt. Personen, die sich nach einer Burg Drachenfels benennen, treten bereits zuvor auf. Die 1209 genannten Brüder Konrad und Wilhelm von Drachenfels sind dem Drachenfels im Siebengebirge zuzuordnen. Ein 1219 und 1221 genannter Burkhard von Drachenfels in Diensten Friedrichs II. ist keiner Burg sicher zuzuordnen. Der erste Niederadelige, der unstrittig mit der Burganlage im Wasgau in Verbindung gebracht wird, ist 1245 Walter von Drachenfels (Waltherus de Drachenvels). Weitere Urkunden hielten fest, dass ein Streit der Vettern Rudolf und Anselm von Drachenfels mit dem Wormser Bischof im Jahr 1288 beigelegt wurde; das älteste erhaltene Siegel dieser beiden Vettern enthält einen Drachen in einem Spitzschild. Seit dem frühen 14. Jahrhundert enthält das Siegel ein Hirschgeweih oder eine Wildgans.
1314 wurden den Herren von Drachenfels Ausgleichszahlungen dafür zugesprochen, dass bei einem Kriegszug der Stadt Straßburg gegen Burg Berwartstein die nahegelegene Burg Drachenfels ebenfalls belagert und beschädigt wurde. 1335 kam es zu Streitigkeiten mit der Stadt Straßburg, wobei die Herren von Drachenfels als Raubritter bezeichnet wurden. In dieser Zeit wurde die Burg Drachenfels belagert und teilweise zerstört, so dass die Burgherren gezwungen waren, ab 1344 nach und nach Teile der Burg zu verkaufen. Dadurch wurde der Drachenfels zur Ganerbenburg, bei der sich mehrere Personen bzw. Familiensippen den Grundbesitz teilten.
1510 erlangte der rebellische Reichsritter Franz von Sickingen ebenfalls einen Ganerbenanteil. Eine Urkunde vom 11. März 1510 beurkundet einen Burgfrieden und benennt 25 Ganerben. Der Vertrag regelte Pflichten und benennt die Rechte der Ganerben. Ein alle zwei Jahre neu zu wählender Baumeister sollte die Burg verwalten.
Nach Sickingens Niederlage Anfang Mai 1523 gegen die verbündeten Heere dreier Reichsfürsten rückten diese auch gegen den Drachenfels vor. Die Burg wurde angesichts der gewaltigen Übermacht vom Burgvogt, der mit lediglich acht Knechten in der Burg anwesend war, kampflos übergeben. Dennoch wurde die Burg am 10. Mai 1523 von den Siegern endgültig zerstört und ihr Wiederaufbau untersagt.
Was nach den Schleifungen der Burg noch übrig war, wurde durch die Nutzung der Ruine als Steinbruch weiter zerstört. Ein Nachkomme der Eigner, Freiherr Franz Christoph Eckbrecht von Dürkheim, errichtete 1778 mit Steinen vom Drachenfels mitten im Dorf Busenberg ein herrschaftliches Landhaus, das heute „Schlösschen“ genannt wird. In die Busenberger Kirche wurden ebenfalls Steine aus der Ruine eingebaut.

## Anlage

### Östlicher Burgfelsen und ältere Unterburg

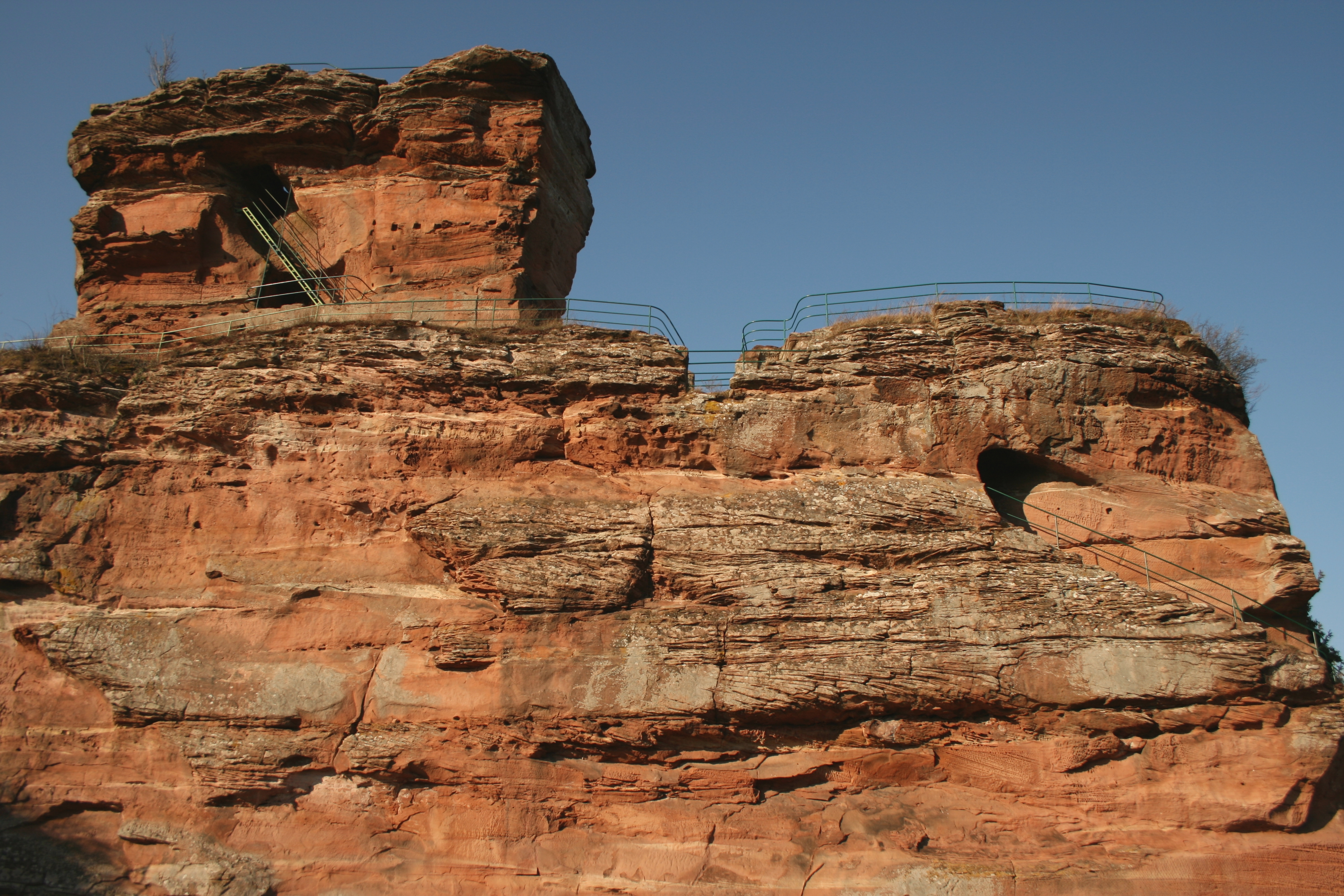
Östlicher Burgfelsen von Süden mit Balkenlöchern und Abarbeitungen

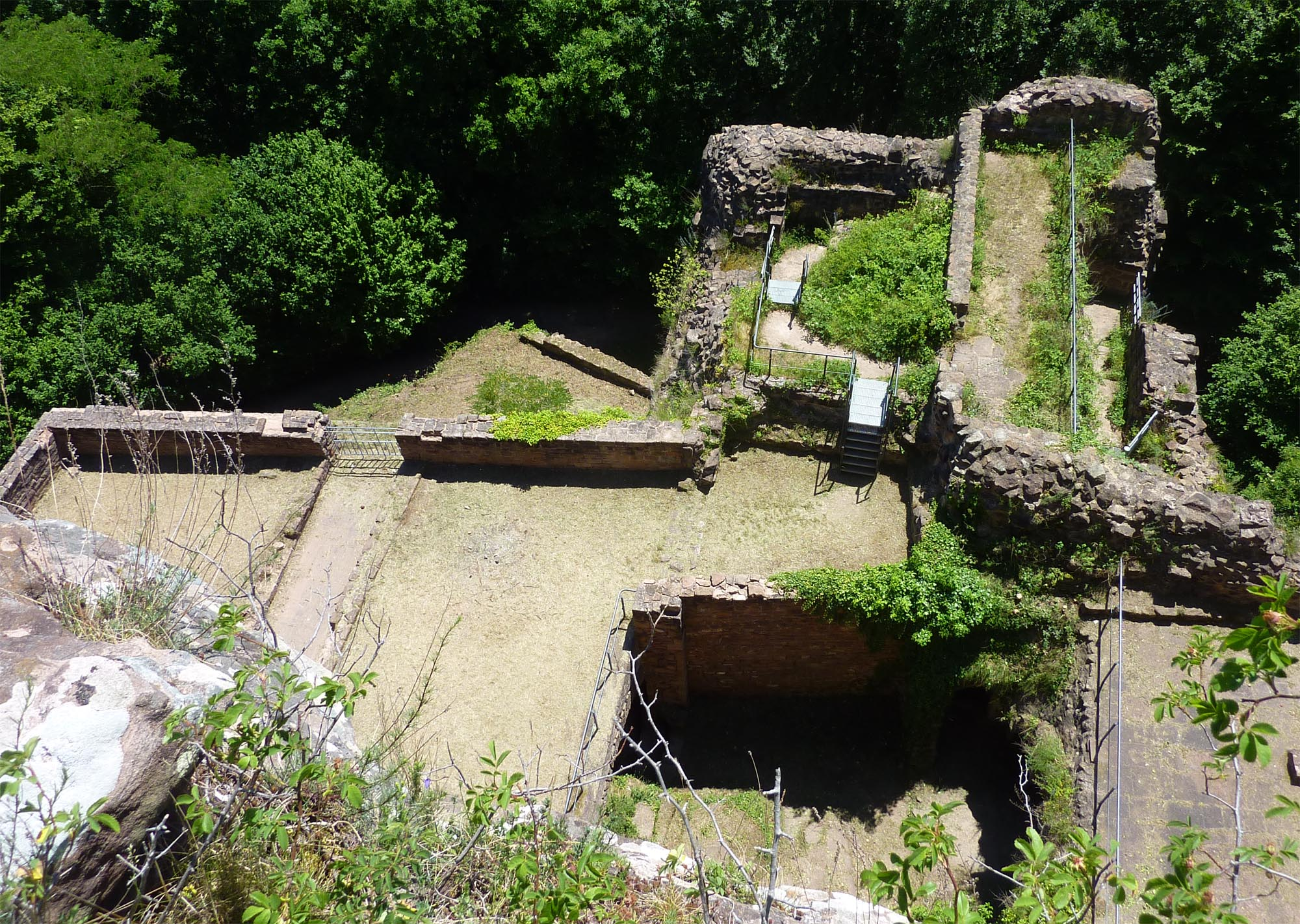
Östliche Unterburg

Die bescheidenen Reste der Burg im östlichen Bereich werden dominiert vom Backenzahn, dem Bergfriedrest im Osten. Auf dem Felsen sind nur wenige originale Mauerzüge erhalten. Gleichwohl vermittelt ein Aufstieg durch die teilweise in den Fels geschlagenen Aufgänge einen Eindruck von der Wehrhaftigkeit der Anlage. Auf dem Plateau des ehemaligen Bergfrieds finden sich Reste einer Zisterne. In den Fels geschlagene Kammern, Balkenlöcher und Abarbeitungen an dem Sandsteinfelsen belegen, dass er einst fast komplett von Fachwerk- oder Steingebäuden umgeben war.
Wesentlich mehr Bausubstanz ist von der Unterburg und der Toranlage erhalten. 1903 wurde bereits der Torturm durch zwei Rundbogenportale ergänzt. Reste von zwei weiteren Türmen, einer kleinen Zwingeranlage sowie Mauern und Gebäuden sind seit 1990 Schwerpunkt von Erhaltungs- und Ausgrabungsmaßnahmen der Generaldirektion Kulturelles Erbe Rheinland-Pfalz.
Man betritt zunächst den Torturm, der zwar später hinzugefügt wurde, jedoch durchweg aus Buckelquadern mit Zangenlöchern bestand. Darauf sind zahlreiche Steinmetzzeichen zu erkennen. Der Aufgang zur Oberburg erfolgte über einen an den Fels angelehnten älteren Turm. Zwischen beiden Tortürmen befindet sich heute ein Treppenaufgang, ursprünglich gab es hier wahrscheinlich eine Reitertreppe. Im Hof der Unterburg sind zwei Wirtschaftsgebäude teilweise erhalten. Am Kellereingang des westlichen Gebäudes ist die Jahreszahl 1515 zu erkennen. Im Keller des anderen Gebäudes befindet sich der heute zugeschüttete Burgbrunnen.

### Westlicher Burgfelsen und jüngere Unterburg

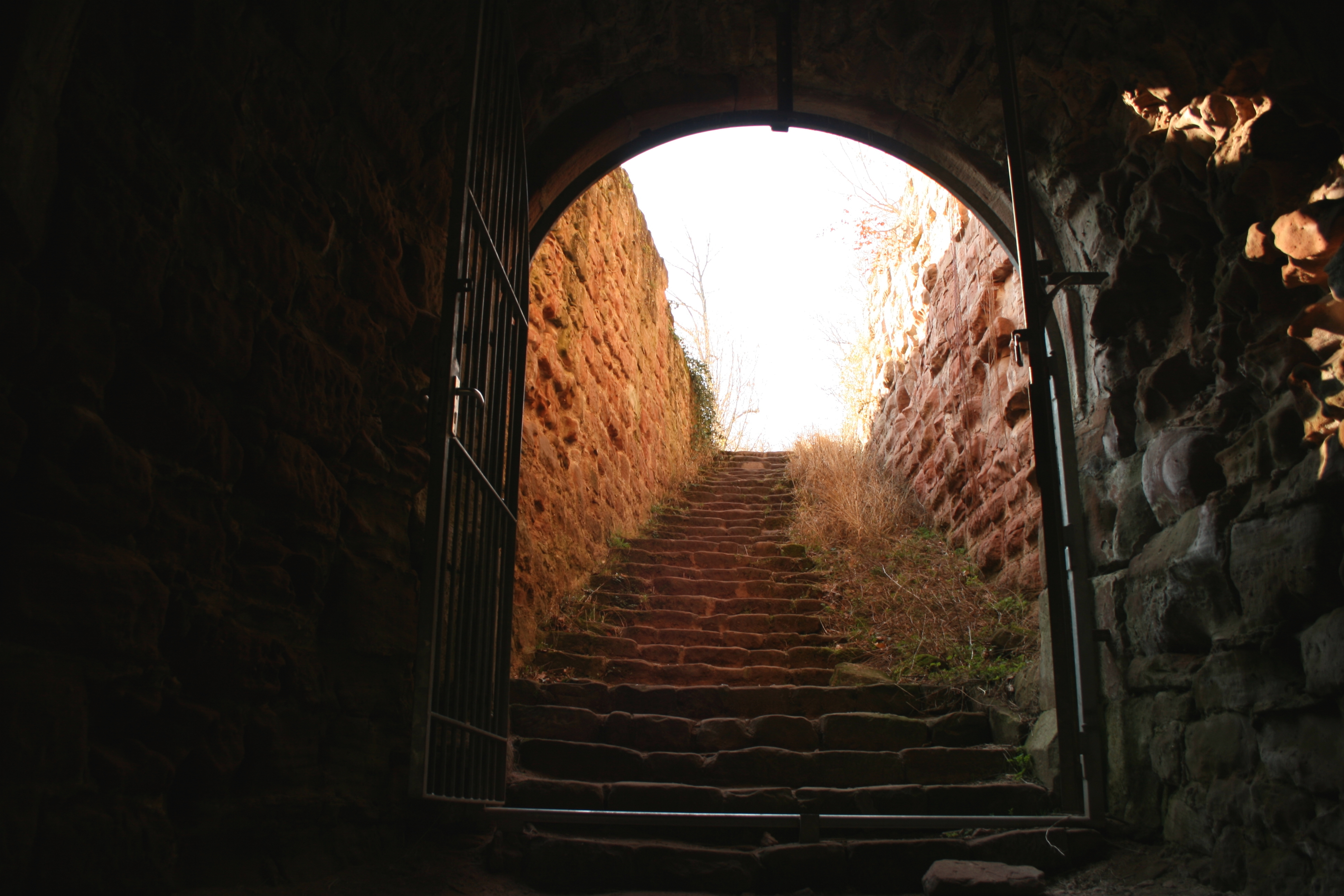
Aufgang zur Vorburg aus dem jüngeren Torturm

Wohl in der Spätzeit der Burg wurde der etwas niedriger gelegene westliche Burgfelsen ebenfalls bebaut. Ursache für solche Erweiterungen sind gewöhnlich Veränderungen im Besitz der Burgen, etwa bei Umwandlung des ursprünglichen Lehens in eine Ganerbschaft. Auf dem ehemals bebauten Westfelsen sind jedoch keine Mauern mehr erkennbar, er ist auch nicht zugänglich. Teile des Aufgangs sowie einer Wachstube an der Südseite des Felsens sind erhalten.
Die Anlage auf dem westlichen Felsen verfügte über eine separate kleine Unterburg und eine eigene Toranlage südöstlich des Burgfelsens, von der Reste eines Flankierungsturms mit Maulscharten erhalten sind. Bei der Anlage der Burggebäude auf dem westlichen Burgfelsen wurde der ehemalige Halsgraben mit einem mehrgeschossigen Gebäude überbaut. Von diesem sind lediglich die Balkenlöcher vorhanden, von denen mehrere das in den Fels geritzte ältere Drachenbild durchschlagen. Nach Norden wurde der Hof durch eine halbrunde Mauer abgeschlossen.